# Saint-Yzan-de-Soudiac
Saint-Yzan-de-Soudiac (en occitano Sent Dicenç, de Dicentius obispo de Saintes en el siglo VIII) es una comuna francesa, situada en el departamento de la Gironda y la región de Aquitania.

## Geografía
Situado en la línea Nantes - Burdeos, el municipio se encuentra atravesado por el Saye de Melon. Produce vino clasificado dentro de la AOC Blaye.

## Demografía
| 1 382 | 1 393 | 1 384 | 1 552 | 1 461 | 1 530 |
| Para los censos de 1962 a 1999 la población legal corresponde a la población sin duplicidades (Fuente: INSEE [Consultar]) |       |       |       |       |       |